# Llista d'especialitats 52 de la Nomenclatura de la UNESCO
Llista d'especialitats del camp 52 (Demografia) de la Nomenclatura de la UNESCO:
| Disciplina                                    | Codi    | Especialitat                                                         |
| --------------------------------------------- | ------- | -------------------------------------------------------------------- |
| 5201 Fertilitat                               | 5201.01 | Taxa de natalitat                                                    |
| 5201 Fertilitat                               | 5201.02 | Fertilitat general                                                   |
| 5201 Fertilitat                               | 5201.03 | Il·legitimitat                                                       |
| 5201 Fertilitat                               | 5201.04 | Taxa de nupcialitat (vegeu 6309.04)                                  |
| 5201 Fertilitat                               | 5201.05 | Esterilitat i fecunditat                                             |
| 5201 Fertilitat                               | 5201.99 | Altres (especifiqueu)                                                |
| 5202 Demografia general                       | 5202.01 | Metodologia d'investigació                                           |
| 5202 Demografia general                       | 5202.02 | Metodologia d'anàlisi                                                |
| 5202 Demografia general                       | 5202.03 | Teoria                                                               |
| 5202 Demografia general                       | 5202.99 | Altres (especifiqueu)                                                |
| 5203 Demografia geogràfica (vegeu 5403.02)    | 5203.01 | Mobilitat i migracions interiors                                     |
| 5203 Demografia geogràfica (vegeu 5403.02)    | 5203.02 | Mobilitat i migracions internacionals                                |
| 5203 Demografia geogràfica (vegeu 5403.02)    | 5203.03 | Demografia local                                                     |
| 5203 Demografia geogràfica (vegeu 5403.02)    | 5203.04 | Demografia regional                                                  |
| 5203 Demografia geogràfica (vegeu 5403.02)    | 5203.05 | Demografia rural                                                     |
| 5203 Demografia geogràfica (vegeu 5403.02)    | 5203.06 | Demografia urbana                                                    |
| 5203 Demografia geogràfica (vegeu 5403.02)    | 5203.99 | Altres (especifiqueu)                                                |
| 5204 Demografia històrica                     | 5204.01 | Fertilitat i taxa de nupcialitat                                     |
| 5204 Demografia històrica                     | 5204.02 | Aspectes metodològics                                                |
| 5204 Demografia històrica                     | 5204.03 | Migracions                                                           |
| 5204 Demografia històrica                     | 5204.04 | Mortalitat                                                           |
| 5204 Demografia històrica                     | 5204.05 | Fonts d'observació                                                   |
| 5204 Demografia històrica                     | 5204.06 | Aspectes teòrics                                                     |
| 5204 Demografia històrica                     | 5204.99 | Altres (especifiqueu)                                                |
| 5205 Mortalitat                               | 5205.01 | Causes de la mortalitat                                              |
| 5205 Mortalitat                               | 5205.02 | Mortalitat general                                                   |
| 5205 Mortalitat                               | 5205.03 | Mortalitat infantil                                                  |
| 5205 Mortalitat                               | 5205.04 | Mortalitat prenatal i perinatal                                      |
| 5205 Mortalitat                               | 5205.05 | Relació de variables                                                 |
| 5205 Mortalitat                               | 5205.99 | Altres (especifiqueu)                                                |
| 5206 Característiques de la població          | 5206.01 | Població activa                                                      |
| 5206 Característiques de la població          | 5206.02 | Distribució d'edats                                                  |
| 5206 Característiques de la població          | 5206.03 | Envelliment de la població                                           |
| 5206 Característiques de la població          | 5206.04 | Característiques biològiques (vegeu 2402.10)                         |
| 5206 Característiques de la població          | 5206.05 | Característiques epidemiològiques                                    |
| 5206 Característiques de la població          | 5206.06 | Estructures demogràfiques generals                                   |
| 5206 Característiques de la població          | 5206.07 | Morbiditat                                                           |
| 5206 Característiques de la població          | 5206.08 | Genètica de la població (vegeu 2409.03)                              |
| 5206 Característiques de la població          | 5206.09 | Sexe                                                                 |
| 5206 Característiques de la població          | 5206.10 | Característiques socioeconòmiques                                    |
| 5206 Característiques de la població          | 5206.99 | Altres (especifiqueu)                                                |
| 5207 Volum de població i evolució demogràfica | 5207.01 | Aplicació de mètodes matemàtics a l'anàlisi demogràfica (vegeu 1203) |
| 5207 Volum de població i evolució demogràfica | 5207.02 | Transició demogràfica                                                |
| 5207 Volum de població i evolució demogràfica | 5207.03 | Demografia empírica                                                  |
| 5207 Volum de població i evolució demogràfica | 5207.04 | Cens de població i recollida d'altres dades                          |
| 5207 Volum de població i evolució demogràfica | 5207.05 | Estimacions de població                                              |
| 5207 Volum de població i evolució demogràfica | 5207.06 | Previsions de població                                               |
| 5207 Volum de població i evolució demogràfica | 5207.07 | Creixement de la població                                            |
| 5207 Volum de població i evolució demogràfica | 5207.08 | Models de població                                                   |
| 5207 Volum de població i evolució demogràfica | 5207.09 | Projeccions de població                                              |
| 5207 Volum de població i evolució demogràfica | 5207.10 | Estadística de poblacions (vegeu 1209)                               |
| 5207 Volum de població i evolució demogràfica | 5207.99 | Altres (especifiqueu)                                                |
| 5299 Altres (especifiqueu)                    |         |                                                                      |